# メグホソキ
メグ ホソキ（1961年 - ）は、東京都生まれのイラストレーター。セツ・モードセミナー卒。1983年イラストレーターの藤枝リュウジに師事。1990年藤枝リュウジ事務所（現、藤枝リュウジデザイン室）を退所の後フリー。現在に至る。1990年準朝日広告賞、1991年dda奨励賞受賞。雑誌オズマガジンの表紙イラストレーションを長年担当。女性誌・広告の分野で活躍。東京イラストレーターズソサエティ (TIS)会員。

## 作風
鉛筆やパステルでの柔らかなタッチのイラストと、シャープなモノクロの線画でのイラストとで画風を使い分けている。またファッションにも造詣が深く、自作の人形にさまざまなファッションをアレンジしたものを発表したりしている。

## 著書
- La variation　スターツ出版 (1997/05)
- とくべつな毎日、晶文社 (2000/12)
- ローズとアイリス、文溪堂
- ももちゃんのおさかなズボン　佼成出版社 (2003/01)
- ももちゃんといちご　佼成出版社 (2001/07)
- たろうとはなのおべんとう　学習研究社 (2005/04)
- わたしを見つける場所　佼成出版社 (2006/02)
- ライトハンドリングをはずして　リヨン社 (2007/10)